# Chemed
Chemed (hebräisch חֶמֶ"ד) ist ein Moschav in der Regionalverwaltung Emek Lod im Zentralbezirk Israels. Im Jahr 2018 hatte Chemed 1257 Einwohner. Der Name des Moschav ist ein Akronym für Chajjalim Meschuchrarim Datijjim (חֲייִלִים מְשֻׁחְרֲרִים דָּתִיִּים ‚entlassene, orthodoxe Soldaten‘), weil der Ort im Jahre 1950 von orthodoxen Soldaten der IDF gegründet wurde, die aus dem Militärdienst entlassen worden waren.